# Zaproridae
Zaproridae é uma família de peixes da subordem Zoarcoidei. Esta família é composta por um único género Zaprora, com uma única espécie, Zaprora silenus.